# Juniorvärldsmästerskapet i volleyboll för herrar
Juniorvärldsmästerskapet i volleyboll för herrar spelas sedan 1977.

## Resultat
| År            | Spelplats                                         | Etta      | Tvåa      | Trea            | Fyra          |
| ------------- | ------------------------------------------------- | --------- | --------- | --------------- | ------------- |
| 1977 Detaljer | Rio de Janeiro, Rio de Janeiro, Brasilien         | Sovjet    | Kina      | Brasilien       | Mexiko        |
| 1981 Detaljer | Colorado Springs, Colorado, USA                   | Sovjet    | Brasilien | Sydkorea        | Kina          |
| 1985 Detaljer | Milano, Italien                                   | Sovjet    | Italien   | Kuba            | Sydkorea      |
| 1987 Detaljer | Manama, Bahrain                                   | Sydkorea  | Kuba      | Sovjet          | Västtyskland  |
| 1989 Detaljer | Aten, Grekland                                    | Sovjet    | Japan     | Brasilien       | Bulgarien     |
| 1991 Detaljer | Kairo, Egypten                                    | Bulgarien | Italien   | Sovjet          | Brasilien     |
| 1993 Detaljer | Rosario, Santa Fe, Argentina                      | Brasilien | Italien   | Tjeckoslovakien | Argentina     |
| 1995 Detaljer | Johor Baharu, Johor, Malaysia                     | Ryssland  | Brasilien | Italien         | Finland       |
| 1997 Detaljer | Manama, Bahrain                                   | Polen     | Brasilien | Ryssland        | Venezuela     |
| 1999 Detaljer | Ubon Ratchathani, Thailand                        | Ryssland  | Frankrike | Brasilien       | Venezuela     |
| 2001 Detaljer | Wrocław, Polen                                    | Brasilien | Ryssland  | Venezuela       | Italien       |
| 2003 Detaljer | Teheran, Iran                                     | Polen     | Brasilien | Bulgarien       | Sydkorea      |
| 2005 Detaljer | Visakhapatnam, Andhra Pradesh, Indien             | Ryssland  | Brasilien | Kuba            | Nederländerna |
| 2007 Detaljer | Casablanca, Marocko                               | Brasilien | Ryssland  | Iran            | Italien       |
| 2009 Detaljer | Pune, Maharashtra, Indien                         | Brasilien | Kuba      | Argentina       | Indien        |
| 2011 Detaljer | Rio de Janeiro/Niterói, Rio de Janeiro, Brasilien | Ryssland  | Argentina | Serbien         | USA           |
| 2013 Detaljer | Ankara/Izmir, Turkiet                             | Ryssland  | Brasilien | Italien         | Frankrike     |